# Kohaku (personaje de Tsukihime)
Kohaku (琥珀?  lit. ámbar) es un personaje ficticio de la novela gráfica y serie de anime, Tsukihime, creada por TYPE-MOON.
Su cumpleaños es el 12 de marzo, mide 156cm, su peso es de 43 kg,  y sus tres medidas son Busto 78/Cintura 58/Caderas 80. Su tema musical es Yawaraka na Kizuato (やわらかな傷痕?), ejecutada por Cocco.
También aparece en la secuela, Kagetsu Tohya y en el spin-off Melty Blood. Su voz es interpretada en el anime por Kana Ueda, mientras que en Melty Blood lo hace Naoko Takano.

## Perfil
La mayor de las dos mucamas gemelas de la mansión Tohno, Kohaku, junto a su hermana Hisui, es una amiga de la infancia de Shiki. Usa un kimono Japonés y siempre parece estar sonriendo alegremente, teniendo especial talento en el campo de la medicina.
Kohaku oculta su trágico pasado tras su expresión alegre y la actitud fría de Hisui. Cuando niña fue violenta y repetidamente violada por el señor de la mansión, y en cierto grado pretende que esto jamás hubiese ocurrido. Esto sucedía porque tanto Kohaku como su hermana son descendientes de  "Sincronizadores", lo que les permite darle a una persona del sexo opuesto un poco de su energía vital si se produce intercambio de fluidos orgánicos. También hace un contrato falso con Akiha (hermana de Tohno Shiki) al dejarla beber de su sangre para calmar la sangre demoníaca de los Tohno. Luego de ser usada por el señor de la mansión, Kohaku finalmente perdió la razón. Su hermana gemela, Hisui se enteró del pecado del señor de la mansión hacia su hermana, lo que la deprimió enormemente. Kohaku, al ver decaer el entusiasmo que su hermana solía tener, le promete a Hisui que ella "tomara su rol" hasta que Hisui vuelva a estar feliz. Irónicamente, es por estas palabras que Hisui es incapaz de volver a como solía ser. Viendo a Kohaku actuando felizmente así como Hisui lo hacía cuando era niña, le resulta imposible volver a como era antes, pues eso le quitaría a Kohaku su nueva identidad. Incluso si Kohaku esta solo imitando la antigua forma de ser de Hisui, parece ser que al hacerlo ha obtenido un cierto nivel de felicidad.
Kohaku afirma odiar a Tohno Shiki por la conexión silenciosa que tuvieron cuando niños (viéndose el uno al otro, pero sin jamás encontrarse), pero se revela que en realidad está enamorada de él, y esto es en parte la razón por la que quiso tomar el rol de Hisui en primer lugar. Kohaku simplemente quería amar inocentemente al chico llamado Tohno Shiki, igual a como Hisui lo hizo cuando era una niña. Apenas momentos antes de que Shiki dejase la mansión para vivir con la familia Arima, Kohaku le entrega su cinta favorita y lo hace prometer que la devolverá en el futuro, rogándole indirectamente que vuelva. En los escenarios de Kohaku e Hisui, esta promesa tiene un profundo significado para Shiki, y junto con su hermana Akiha, es parte de lo que lo impulsa a volver a la mansión Tohno. Su nombre, Kohaku, es la palabra en japonés para ámbar, en referencia a su color de ojos.
- Datos: Q2860686